# Karl Franz (Politiker, 1881)

Karl Franz

Karl Franz (* 20. Mai 1881 in Langenbielau, Landkreis Reichenbach, Provinz Schlesien; † 14. Januar 1967 in Struppen) war ein deutscher Politiker (SPD).

## Leben und Wirken
Nach dem Besuch der Volksschule absolvierte Karl Franz eine Maurerlehre. Um die Jahrhundertwende trat er in die Sozialdemokratische Partei Deutschlands (SPD) ein. Von 1902 bis 1904 gehörte er dem 1. Garde-Regiment zu Fuß in Potsdam an. Danach arbeitete er bis 1911 als Maurer. Anschließend wurde er Geschäftsführer des Deutschen Bauarbeiter-Verbandes in Waldenburg, wo er 1913 auch das Amt des lokalen Parteisekretärs der SPD übernahm.
Von 1914 bis 1918 nahm Franz am Ersten Weltkrieg teil, in dem er an der Westfront eingesetzt wurde. Nach seiner Rückkehr aus dem Krieg wurde er Stadtverordneter und Stadtrat in seiner Waldenburgischen Heimat, wo er auch wieder das Amt des SPD-Parteisekretärs übernahm.
Von Juni 1920 bis zum Mai 1924 saß Franz als Abgeordneter im ersten Reichstag der Weimarer Republik, in dem er den Wahlkreis 8 (Breslau) vertrat. Zwischen 1923 und 1924 war er Landrat in Neurode und ab 1925 bis 1932 Landrat des Landkreises Waldenburg (Schlesien). 1933 war er im KZ Sonnenburg inhaftiert. 
Im August 1944 wurde Franz im Rahmen der Aktion Gitter verhaftet und bis zum Kriegsende im KZ Groß-Rosen gefangengehalten.